# Pygmalion Records
 (mars 2008).
Si vous disposez d'ouvrages ou d'articles de référence ou si vous connaissez des sites web de qualité traitant du thème abordé ici, merci de compléter l'article en donnant les références utiles à sa vérifiabilité et en les liant à la section « Notes et références ».
Pygmalion Records est un label, de musique du monde et de  chansons françaises, créé en 1992 par David Godevais.

## Origines et débuts
Le nom du label, Pygmalion, a été choisi pour indiquer l'implication du label dans le développement des artistes qui l'accompagnent depuis sa création.
Après quelques productions entre 1993 et 1997, notamment les albums Sarada et Chocolate de la chanteuse cubaine  Alma Rosa, le label a commencé à se développer à partir de 1998 avec les sorties successives des albums du pianiste Jean-Pierre Como (Express Paris-Roma), de la chanteuse Élisabeth Caumont (Mieux qu'un baiser) et du groupe Touré-Touré Laddé), groupe créé à l'initiative de Daby Touré.
En 1999, Pygmalion Records sort l'album de la pianiste de jazz belge Nathalie Loriers (Silent spring) qui reçoit de nombreuses récompenses[réf. nécessaire], notamment les EuroJazz Awards et le prix de l'Académie du Jazz.

## Catalogue et artistes emblématiques
Dans son rôle de découvreur de talents, Pygmalion Records sortit ou produit les premiers albums de plusieurs artistes parmi lesquels on trouve Alma Rosa (Sarada), Marc Berthoumieux (Les Couleurs d'ici), Stéphane Guillaume (Miage), Touré-Touré (Laddé), La Crevette d'acier (Appellation incontrôlée), Stéphane Huchard (Tribal traquenard), Catia Werneck (Estrela do Sultao), Banda Aue (Cartao postal).
La partie « Jazz » du catalogue de Pygmalion Records comprend les artistes français et européens : Louis Winsberg, Sylvain Luc, Jean-Pierre Como, Jean-Loup Longnon, Alain Debiossat, Stéphane Huchard, Stéphane Guillaume, Paga, Emanuele Cisi, Gérard Luc, Serge Luc, etc. 
La partie « Musique du Monde » est représentée par Touré-Touré, So Kalmery (RdC), Marcello, Catia Werneck, Banda Aue (Brésil), Alma Rosa(Cuba).
Parmi les musiciens, on retrouve régulièrement Paco Sery, Mokhtar Samba, Karim Ziad, Michel Alibo, Linley Marthe, Richard Bona, Carlos Werneck, Miguel Anga Diaz, Loy Ehrlich, Benoît de Mesmay, Olivier Louvel, Paolo Fresu, Rémi Vignolo, Aldo Romano, Larry Crockett, Hilaire Penda, Luis Augusto Cavani, Eddy Tomassi, ZéLuis Nascimiento, Claude Egéa, etc.
Une des dernières découvertes du label en chanson française est le groupe La Crevette d'acier qui a sorti deux albums sous le label, Appellation Incontrôlée et À part ça tout va bien.

## Distribution
Les disques du label sont distribués en Europe (France, Allemagne, Italie, Belgique, Pays-Bas, République tchèque...), en Amérique du Nord (USA, Canada) et en Asie (Japon, Corée, Taïwan, Chine...). On retrouve aussi une compilation faite au Japon intitulée Café Après-midi Pygmalion.